# Послезаконие (Платон)
Послезаконие (др.-греч. Ἐπινομίς) — произведение, приписываемое Платону, написанное в форме диалога. Является как бы XIII книгой «Законов».
Есть сомнения в авторстве Платона, возможно автором был его ученик Филипп Опунтский, либо ещё кто-то из окружения Платона.

## Композиция диалога
Согласно Лосеву А. Ф.
1. Индуктивное рассуждение о необходимости высшей «сущностной» (ontos) мудрости (973a — 976c)
2. Высшая «сущностная» мудрость есть наука о числе (976c — 979e)
3. Ступени восхождения в числовом познании мира и божественность осмысленного числом космоса (980a — 986a)
4. Астрономия как опора и источник благочестия, главной человеческой добродетели и высшей мудрости правителей государства (986a — 992e)

## Переводчики на русский
Егунов, Андрей Николаевич